# Пал Телекі
Па́л Те́лекі (угор. Széki gróf Teleki Pál János Ede; 1 листопада 1879, Будапешт — 3 квітня 1941, Будапешт) — угорський політик, міністр освіти, закордонних справ та двічі прем'єр-міністр Угорщини (1920—1921 та 1939—1941), граф. За освітою географ, член Угорської Академії Наук, засновник Угорської асоціації скаутів.
Телекі є суперечливою політичною постаттю. З одного боку, за його прем'єрства було прийнято кілька антиєврейських законів. З іншого — 24 серпня 1939 року він заперечив участь Угорщини в атаці на Польщу, пояснюючи це моральними та історичними поглядами.

## Біографія

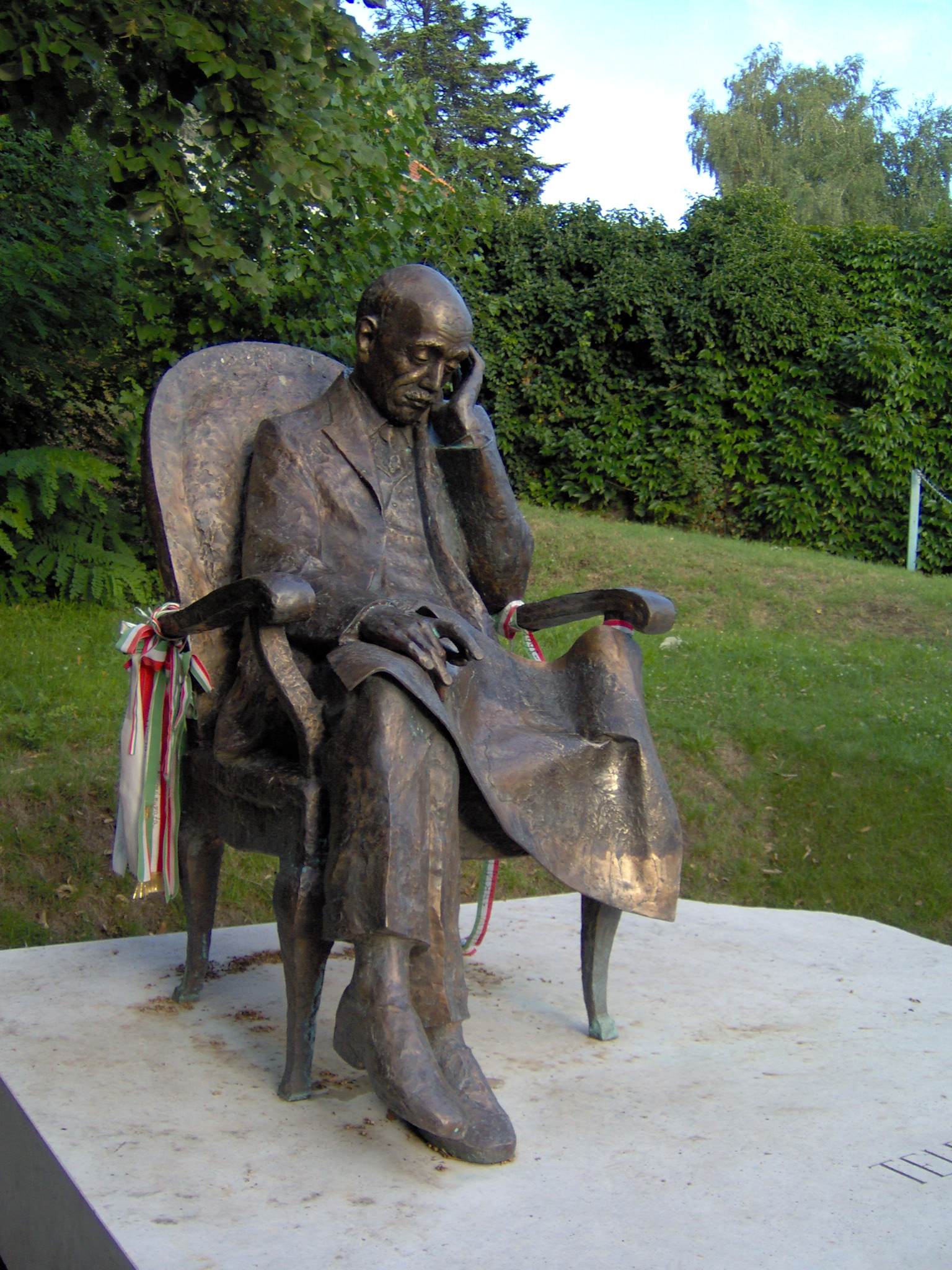
Пам'ятник Палу Телекі в Балатонбогларі

Народився в 1879 р., закінчив Будапештський університет, за освітою географ, видав атлас Далекого Сходу. З 1910 р. член академії наук Угорщини.
Входив в угорську делегацію на переговорах з країнами Антанти після Першої світової війни. З 1920 р міністр закордонних справ і прем'єр-міністр Угорщини. З 1922 займався викладанням в Будапештському університеті.
У 1939 р. знову призначений прем'єр-міністром країни. 20 листопада 1940 р. Угорщина стала союзницею країн Осі. У грудні 1940 р. Телекі підписав договір про вічну дружбу з Югославією. У 1941 р. став також і міністром закордонних справ.
У квітні 1941 р. Німеччина наполегливо намагалася втягнути Угорщину в війну проти Югославії. Будучи нездатним запобігти втягуванню Угорщини у війну, 3 квітня 1941 Телекі покінчив життя самогубством, висловивши в передсмертній записці своє обурення порушенням даних Югославії зобов'язань.

## Нагороди
- Королівський угорський орден Святого Стефана, великий хрест
- Орден Заслуг (Угорщина), великий хрест
- Орден «За заслуги перед Польщею», командорський хрест із зіркою (2001; посмертно) — за заслуги перед польськими біженцями після німецького вторгнення в 1939 році.[2]